# Episodi di Distretto di Polizia (sesta stagione)
La sesta stagione della serie televisiva italiana Distretto di Polizia formata da 26 episodi è andata in onda in prima serata su Canale 5, dal 12 settembre al 21 novembre 2006. 
| nº | Titolo                           | Prima TV Italia   |
| -- | -------------------------------- | ----------------- |
| 1  | Un giorno perfetto (1 e 2 parte) | 12 settembre 2006 |
| 2  | Un giorno perfetto (1 e 2 parte) | 12 settembre 2006 |
| 3  | Condannato a morte               | 19 settembre 2006 |
| 4  | Uno strano incidente             | 19 settembre 2006 |
| 5  | Conti con il passato             | 26 settembre 2006 |
| 6  | Un giorno da cani                | 26 settembre 2006 |
| 7  | Il prezzo del potere             | 1º ottobre 2006   |
| 8  | All'ultima ora                   | 1º ottobre 2006   |
| 9  | Sfida mortale                    | 3 ottobre 2006    |
| 10 | L'ultimo addio                   | 3 ottobre 2006    |
| 11 | La villetta della morte          | 9 ottobre 2006    |
| 12 | Ladri di bambini                 | 9 ottobre 2006    |
| 13 | Una giornata al massimo          | 10 ottobre 2006   |
| 14 | Zona d'ombra                     | 10 ottobre 2006   |
| 15 | Il viaggio della speranza        | 17 ottobre 2006   |
| 16 | Evasione disperata               | 17 ottobre 2006   |
| 17 | Padri e figli                    | 24 ottobre 2006   |
| 18 | Partita letale                   | 24 ottobre 2006   |
| 19 | Fuoco sulla città                | 31 ottobre 2006   |
| 20 | Indifesa                         | 31 ottobre 2006   |
| 21 | Effetti collaterali              | 7 novembre 2006   |
| 22 | Corsa contro il tempo            | 7 novembre 2006   |
| 23 | L'ultimo ruolo                   | 14 novembre 2006  |
| 24 | Pugni al vento                   | 14 novembre 2006  |
| 25 | Un gesto disperato               | 21 novembre 2006  |
| 26 | La resa dei conti                | 21 novembre 2006  |

## Un giorno perfetto (1 e 2 parte)
- Diretto da: Antonello Grimaldi
- Scritto da: Paolo Marchesini (prima parte) e Vinicio Canton (seconda parte)

### Trama
Mentre al X Tuscolano si sta svolgendo la cerimonia per la promozione di Roberto come nuovo commissario, tre rapinatori assaltano una villa allo scopo di rapinarla. Mauro precipitatosi sul posto viene preso in ostaggio e portato via dai rapinatori. Nel frattempo al commissariato arriva l'ispettore Irene Valli. I tre sequestratori sentendosi braccati dalla polizia decidono di uccidere Mauro per poi dileguarsi ma fortunatamente gli agenti del X Tuscolano arrivano in tempo per salvare l'amico. Nella sparatoria che ne segue uno dei rapinatori viene ucciso. Mentre i ragazzi del X Tuscolano si occupano del caso di Franco Raiolo, un signore che ha preso in ostaggio un idraulico nel proprio appartamento senza un apparente motivo, Ardenzi si imbatte in una modella, Eva Paulin, che gli muore davanti investita da un’auto. L'intuito del neocommissario non sbaglia: dietro la morte apparentemente casuale della modella Eva Paulin si nasconde qualcosa di più. La giovane arrotondava come escort e, con la complicità del fratello Milo, rubava ai suoi ricchi clienti oggetti preziosi. Milo si deve incontrare con Ardenzi all’EUR quando viene colto di sorpresa e sta per essere rapito; in quel momento interviene il commissario che spara a uno dei malviventi il quale prima di fuggire uccide il fratello di Eva.
- Altri interpreti: Alessio Caruso (rapinatore), Aleksandar Cvjetkovic (rapinatore), Ivano De Matteo (rapinatore), Lina Bernardi (madre di Franco Raiolo), Antonio Ianniello (Ruggero Carrano), Giuseppe Loconsole (Gaetano Maiorca), Daniele Savoca (Milo Paulin), Antonio Stornaiolo (Gregorio Patriarca), Simone Montedoro (Lenzi), Jerry Mastrodomenico (amico dell’idraulico).
- Ascolti Italia: telespettatori 6 680 000 - share 30,65%[1]

## Condannato a morte
- Diretto da: Antonello Grimaldi
- Scritto da: Alessio Billi

### Trama
Milo ha fatto recapitare a casa del commissario il quaderno che Eva aveva conservato. Intanto Mauro e Irene si occupano della sparizione del piccolo Marcello. Il primo sospetto è il padre, divorziato da anni, che non aveva più rapporti con il figlio, ma la vicenda presenta risvolti ancora più inquietanti. Tuttavia il responsabile è il nonno che non voleva far soffrire il nipotino, malato da tempo. Francesca viene aggredita in casa da uno dei malviventi che cercavano il quaderno Milo e solo di sera viene ritrovata stesa per terra da Roberto che la porta subito in ospedale.
- Altri interpreti: Antonella Attili (Simona Baresi), Giacinto Ferro (Ettore Panetta), Sergio Graziani (nonno di Marcello), Antonio Ianniello (Ruggero Carrano), Giuseppe Loconsole (Gaetano Maiorca), Antonio Stornaiolo (Gregorio Patriarca), Caterina Sylos Labini (Dolores, suocera di Lombardi), Filippo Valsecchi (Stefano, nipote della Valli).
- Ascolti Italia: telespettatori 6 336 000 - share 25,48%[2]

## Uno strano incidente
- Diretto da: Antonello Grimaldi
- Scritto da: Paolo Marchesini

### Trama
Francesca, trovata da Roberto in una pozza di sangue nella loro casa, deve essere operata d'urgenza. Sia lei che il bimbo rischiano di perdere la vita. Luca, Anna e Irene, indagando su uno strano incidente con un morto, scoprono che si tratta di uno stupro con rapina e che coinvolge Enza, la compagna di un loro collega, Valerio Nardi. Francesca riprende conoscenza e racconta al marito l'aggressione subita in casa. L'aggressore è Gaetano Maiorca, venuto a riprendersi il pacchetto spedito da Milo Paulin contenente il quaderno conservato da sua sorella Eva, che Roberto non ha fatto in tempo a vedere. Mentre Mauro e Alessandro Berti (Enrico Silvestrin) vanno alla ricerca di una traccia, Roberto deve nascondere alla moglie che il loro bimbo appena nato è in sala operatoria, sospeso fra la vita e la morte.
- Altri interpreti: Antonio Ianniello (Ruggero Carrano), Eleonora Sergio (Enza), Salvatore Lazzaro (Valerio Nardi), Giuseppe Loconsole (Gaetano Maiorca), Antonio Stornaiolo (Gregorio Patriarca), Filippo Valsecchi (Stefano), Rinat Khismatouline (stupratore), Stefano Antonucci (gioielliere), Fernando Cormick (Felipe).
- Ascolti Italia: telespettatori 5 745 000 - share 28,22%[2]

## Conti con il passato
- Diretto da: Antonello Grimaldi
- Scritto da: Francesco Balletta

### Trama
Il neonato Francesco, figlio di Roberto e Francesca, viene salvato dopo una lunga operazione. È subito festeggiato dai fratellini Michele e Mauretta e dagli agenti del X Tuscolano. Il neocommissario capisce che deve affrontare un personaggio del passato, Cesare Carrano, oggi importante costruttore edile e mandante dell'aggressione a Francesca da parte di Maiorca. È inoltre il padre di Ruggero, l'assassino di Milo che Roberto ha ferito prima della fuga, ora latitante. Mentre Irene, Anna e Luca collaborano con Alessandro Berti della scientifica su due omicidi che hanno a che fare col mondo del gioco d'azzardo, Mauro aiuta Roberto ad affrontare il caso più difficile della sua carriera: il rapimento di Mauretta da parte di Gaetano Maiorca per ordine di Carrano. Mauro e Roberto riescono ad arrestare Maiorca il quale dice dove ha nascosto la bambina.
- Altri interpreti: Antonio Berardinelli (Patrizio), Antonio Ianniello (Ruggero Carrano), Giuseppe Loconsole (Gaetano Maiorca), Antonio Stornaiolo (Gregorio Patriarca).
- Ascolti Italia: telespettatori 6 765 000 - share 25,20%[3]

## Un giorno da cani
- Diretto da: Antonello Grimaldi
- Scritto da: Alessio Billi

### Trama
La neo ispettrice del X Tuscolano Irene Valli si trova coinvolta in una rapina nell'emporio dove lei e suo nipote Stefano, di undici anni, si trovano per caso. I due rapinatori, Ghitti e Sanza, non esitano ad uccidere il proprietario del negozio, il signor Palladini, e a picchiare il ragazzino. Con la scusa di volerlo medicare, Irene riesce a far fuggire dalla finestra del bagno Stefano, che chiama subito Mauro. Quando gli agenti arrivano, Sanza fugge prendendo in ostaggio una cliente. L'altro viene trovato ucciso insieme ad un ragazzo mentre Irene è a terra priva di sensi. Dalle analisi di Alessandro Berti della scientifica risulta che è stata la pistola di Irene a sparare. L'ispettrice dichiara di non ricordare nulla ed è sottoposta ad una severa indagine disciplinare da parte del vicequestore Cova e dell’ispettore Pinto della squadra mobile. Mauro s'impegna con gli altri a scoprire la verità per aiutarla a scagionarsi. Un vicino di casa di Gaetano Maiorca inizialmente racconta di aver visto Carrano nel suo appartamento ma quando è chiamato a riconoscerlo al distretto nega tutto per timore.
- Altri interpreti: Vittorio Amandola (ispettore Pinto), Giuseppe Gandini (Grimaldi, avvocato di Carrano), Tatiana Lepore (vice questore Cova), Antonio Pennarella (Sanza), Fabrizio Sabatucci (Ghitti), Filippo Valsecchi (Stefano), Leila Durante (Edvige), Massimiliano Vado (poliziotto della scientifica).
- Ascolti Italia: telespettatori 6 248 000 - share 28,41%[3]

## Il prezzo del potere
- Diretto da: Antonello Grimaldi
- Scritto da: Luisa Cotta Ramosino e Andrea Valagussa

### Trama
Il X Tuscolano è alle prese con un caso spinoso che vede coinvolto il consigliere regionale Sandri, la cui auto blu ha travolto e ucciso un immigrato. Intanto Roberto non demorde e con tenacia si mette sulle tracce del killer Ruggero Carrano, figlio di Cesare. Mauro chiede spiegazioni all'amico Ardenzi circa un presunto segreto che finora gli ha nascosto mentre, con Irene, cerca di evitare la fuga del latitante ma Roberto riesce a catturarlo mentre sta per scappare a bordo di un piccolo velivolo.
- Altri interpreti: Luigi Petrucci (Sandri), Antonio Ianniello (Ruggero Carrano), Antonio Stornaiolo (Gregorio Patriarca), Caterina Sylos Labini (Dolores), Sergio Pierattini (Riccardi).
- Ascolti Italia: telespettatori 5 695 000 - share 23,44%[4]

## All'ultima ora
- Diretto da: Antonello Grimaldi
- Scritto da: Paolo Marchesini

### Trama
Ruggero Carrano si trova in carcere a Velletri e il procuratore Forti autorizza l'interrogatorio da parte del commissario Ardenzi del X Tuscolano. Ma il padre dell'assassino e il suo braccio destro Gregorio Patriarca stanno preparando un piano per una spettacolare evasione durante il trasferimento che l'avvocato Grimaldi, colluso con Cesare Carrano, ha reso possibile tramite falsificazioni mediche. Giuseppe e Vittoria devono risolvere il caso di una ragazza minorenne egiziana, Nadia, scappata di casa dopo aver scoperto che il padre vuole farla infibulare; Mauro e Irene invece indagano sul caso di un sedicenne morto per overdose; il ragazzo si rivela essere il figlio di un amico di Mauro, Lallo Savini, da lui protetto anni prima. 
Roberto insegue il furgone penitenziario di Ruggero Carrano diretto al carcere di Rebibbia ma una delle guardie penitenziarie è un uomo di Carrano e lo fa evadere, e Mauro nel tentativo di salvare Roberto viene colpito da una raffica di mitra da Patriarca. 
- Altri interpreti: Giuseppe Gandini (avvocato Grimaldi), Paolo Giovannucci (Rosario Gabrielli), Antonio Ianniello (Ruggero Carrano), Tullio Sorrentino (Lallo Savini), Filippo Valsecchi (Stefano), Hossein Taheri (padre di Nadia), Antonio Stornaiolo (Gregorio Patriarca).
- Ascolti Italia: telespettatori 6 607 000 - share 28,43%[4]

## Sfida mortale
- Diretto da: Antonello Grimaldi
- Scritto da: Barbara Petronio, Leonardo Valenti e Massimiliano Griner

### Trama
Mauro, dopo essere stato colpito da una raffica di mitra da Patriarca, viene condotto in ospedale ma durante l'operazione muore. Roberto, sconvolto, va a casa di Mauro e dà la notizia a Tiberio e Germana. Ora il commissario vuole vendicarsi, prende la pistola di Mauro e va al cantiere di Carrano; proprio mentre sta per sparargli, il fantasma di Mauro appare dicendogli di non farlo. Poco dopo si celebrano i funerali di Mauro; partecipa anche l'ex commissario del X Tuscolano Giulia Corsi.
- Guest star: Claudia Pandolfi (Giulia Corsi).
- Altri interpreti: Antonio Ianniello (Ruggero Carrano), Antonio Stornaiolo (Gregorio Patriarca), Filippo Valsecchi (Stefano).
- Ascolti Italia: telespettatori 8 218 000 - share 31,64%[5]

## L'ultimo addio
- Diretto da: Antonello Grimaldi
- Scritto da: Massimiliano Griner

### Trama
Patriarca, l'assassino di Mauro, uccide i componenti del commando che hanno permesso l'evasione di Ruggero perché chiedono una percentuale maggiore per il lavoro. Tuttavia il capo del gruppetto, tale Gabrielli, riesce a salvarsi e vuole scappare con la compagna Fabiola: quando Luca e Alessandro arrivano sulla scena del crimine, il capo della scientifica capisce che la strage è collegata all'organizzazione criminale capeggiata da Carrano. Inizia così una caccia al sopravvissuto che viene arrestato dopo un conflitto a fuoco: Gabrielli ammette di essere stato ingaggiato da Gregorio Patriarca e indica il nascondiglio di Ruggero Carrano che viene arrestato.
- Altri interpreti: Ginevra Colonna (Fabiola Morini), Paolo Giovannucci (Rosario Gabrielli), Antonio Ianniello (Ruggero Carrano), Alfredo Pea (Enzo Ferretti), Antonio Stornaiolo (Gregorio Patriarca), Pierluigi Misasi (giornalista Armani), Giacomo Gonnella (Tommaso Lodoli).
- Ascolti Italia: telespettatori 7 482 000 - share 32,30%[5]

## La villetta della morte
- Diretto da: Antonello Grimaldi
- Scritto da: Sara Mosetti

### Trama
Anna e Irene ricevono una segnalazione da una villetta e, quando entrano, trovano la figlia del proprietario, Lorena Borghetti, legata e imbavagliata in uno sgabuzzino, mentre l'uomo morto in salotto in una pozza di sangue e la villetta sottosopra. La ragazza viene portata in ospedale sotto shock. Partono le indagini, e grazie agli informatori si arriva a un certo Igor Brenna, ricettatore che però scappa. Quando verrà acciuffato confesserà che i gioielli glieli ha dati Salvo, il fidanzato della figlia del proprietario della villetta. Si scoprirà che è stata proprio lei accidentalmente ad ucciderlo durante la rapina.
- Altri interpreti: Antonio Stornaiolo (Gregorio Patriarca), Antonio Ianniello (Ruggero Carrano), Giuseppe Gandini (avvocato Grimaldi), Carmela Vincenti (Matilde Borghetti), Alice Teghil (Lorena Borghetti).
- Ascolti Italia: telespettatori 5 779 000 - share 21,71%[6]

## Ladri di bambini
- Diretto da: Antonello Grimaldi
- Scritto da: Laura Nuccilli

### Trama
Alessandro Berti accetta la proposta del commissario del X Tuscolano di lavorare in coppia con Irene. Il primo caso è un omicidio che nasconde un traffico di neonati. Roberto deve far fronte agli espedienti legali dell'avvocato che difende Carrano: la richiesta di una perizia calligrafica sul quaderno, che racchiude i segreti della complessa organizzazione criminale gestita dall'imprenditore, si rivela una trappola pericolosa e Maiorca decide fintamente di collaborare, ma il quaderno viene bruciato da lui stesso.
- Altri interpreti: Antonio Stornaiolo (Gregorio Patriarca), Giuseppe Loconsole (Gaetano Maiorca), Blas Roca-Rey (prete), Susy Laude (Letizia, compagna di Berti), Massimiliano Vado (poliziotto della scientifica).
- Ascolti Italia: telespettatori 5 325 000 - share 23,33%[6]

## Una giornata al massimo
- Diretto da: Antonello Grimaldi
- Scritto da: Luca Monesi

### Trama
Il X Tuscolano è impegnato nella caccia a due sorelle sui vent'anni, Silvia e Federica Severi, che nel giro di poche ore, a volto scoperto, hanno svaligiato una boutique e rubato una spider. Le due sembrano intenzionate a passare una giornata memorabile, ma la più giovane soffre di una malattia incurabile ed è al settimo mese di gravidanza. Dopo che aveva confessato in un video la sua malattia alla complice una delle due ragazze tenta di suicidarsi dal terrazzo di un palazzo. Sul posto per aiutarla ci sono gli ispettori Berti e Valli con il primo a prenderla in tempo per evitare la tragedia. La sfortunata ragazza viene successivamente portata in ospedale poiché deve partorire. Alla fine il bambino riesce a farcela così l'unica ragazza rimasta della coppia può vederlo nell'incubatrice. La giovane mamma invece muore durante l'operazione non facendo in tempo a vedere con i suoi occhi il primogenito. Intanto Roberto cerca di mettere alle strette Maiorca che ha distrutto il quaderno in codice, la prova principale nel processo contro i Carrano. Purtroppo Maiorca viene ucciso e la situazione per Ardenzi si sta rivelando più difficile del solito.
- Altri interpreti: Giuseppe Loconsole (Gaetano Maiorca), Alessandra Costanzo (signora Silvestri), Valentina Lodovini (Silvia Severi), Maria Chiara Augenti (Federica Severi).
- Ascolti Italia: telespettatori 6 767 000 - share 25,72%[7]

## Zona d'ombra
- Diretto da: Antonello Grimaldi
- Scritto da: Massimiliano Griner

### Trama
Alla vigilia del processo contro Ruggero Carrano, al quale Roberto dovrebbe partecipare come principale testimone per l'omicidio di Milo Paulin, le macchinazioni di Carrano fanno di tutto per screditare il neo commissario. È così che Ardenzi finisce per essere indagato dalla disciplinare per l'omicidio di Maiorca, da lui più volte minacciato dopo la distruzione del quaderno in codice. Roberto individua il finto agente che lo ha incastrato in ospedale e lo fa arrestare. Quest’ultimo indica in Patriarca l'omicida di Maiorca. Ardenzi si presenta al processo contro Ruggero Carrano accusandolo di aver ucciso Milo e così Cesare Carrano minaccia di morte il commissario.
- Altri interpreti: Vittorio Amandola (ispettore Pinto), Giuseppe Gandini (avvocato Grimaldi), Antonio Stornaiolo (Gregorio Patriarca), Giuseppe Loconsole (Gaetano Maiorca), Antonio Ianniello (Ruggero Carrano), Renato Campese (giudice), Eleonora Mazzoni (Tonelli).
- Ascolti Italia: telespettatori 6 530 000 - share 30,42%[7]

## Il viaggio della speranza
- Diretto da: Antonello Grimaldi
- Scritto da: Antonio Antonelli

### Trama
Una giovane lituana, Jelena, si rivolge al X Tuscolano. La ragazza, sotto shock, è appena arrivata in Italia con un'amica e la sorella, tutte e tre convinte di entrare nel mondo dello spettacolo. Lei è riuscita a fuggire ma le altre due sono rimaste, narcotizzate, nelle mani di una coppia di albanesi che intende avviarle alla prostituzione. Gli agenti sanno di avere poco tempo, mentre Roberto aiuta Tiberio, il padre di Mauro ad affrontare un grosso problema con uno strozzino. Una sera fuori da una gelateria Carrano minaccia direttamente Ardenzi dicendogli che ora la sua vita sarà un inferno. Nel frattempo Ugo in parallelo inizia a scrivere romanzi per la casa editrice di Floriana Margotta.
- Altri interpreti: Antonio Ianniello (Ruggero Carrano), Giuseppe Gandini (avvocato Grimaldi), Joe Capalbo (sfruttatore), Gilda Lapardhaja (Jelena), Giulia Weber (Floriana Margotta), Filippo Valsecchi (Stefano), Susy Laude (Letizia).
- Ascolti Italia: telespettatori 7 166 000 - share 26,74%[8]

## Evasione disperata
- Diretto da: Antonello Grimaldi
- Scritto da: Paolo Marchesini

### Trama
Cesare Carrano sta studiando un piano per far uscire di prigione suo figlio Ruggero, condannato a vent'anni per l'omicidio di Milo Paulin. Parmesan riceve da Roberto il compito di dimostrare la responsabilità dell'imprenditore, a capo di un grosso giro di narcotraffico. Irene e Alessandro indagano sull'omicidio di un giovane corriere, Alberto Rolla, innamorato di una collega sposata, Caterina. Giuseppe e Vittoria invece riescono a incastrare Otello Meniconi, un dipendente delle poste che ruba il contenuto di alcuni pacchi. Il figlio di Carrano evade prendendo in ostaggio uno degli infermieri ma viene ucciso da Roberto per legittima difesa.
- Altri interpreti: Antonio Ianniello (Ruggero Carrano), Giuseppe Gandini (avvocato Grimaldi), Angelo Maggi (Giorgio Pagano), Mia Benedetta (Caterina), Mauro Marino (Otello Meniconi), Filippo Valsecchi (Stefano).
- Ascolti Italia: telespettatori 6 717 000 - share 31,40%[8]

## Padri e figli
- Diretto da: Antonello Grimaldi
- Scritto da: Andrea Valagussa

### Trama
Mentre l'imprenditore criminale Carrano organizza la propria vendetta, appoggiato da Patriarca e dal proprio legale, il X Tuscolano è mobilitato per il rapimento del figlio di un ricchissimo fabbricante di cemento, l’ingegner Triberti. Il sequestratore Antonello Fusi agisce con modalità originali e non sembra così interessato al riscatto che ha chiesto per il giorno stesso. Vittoria e Ingargiola sono invece alle prese con uno ladro di champagne. Uno degli uomini assoldati da Patriarca, tale Morini, mette una bomba in un'auto per uccidere Roberto ma qualcosa va storto e l'attentato fallisce.
- Altri interpreti: Antonio Stornaiolo (Gregorio Patriarca), Giuseppe Gandini (avvocato Grimaldi), Marco Rulli (Christian, nipote di Parmesan), Filippo Valsecchi (Stefano), Orio Scaduto (Antonello Fusi), Federico Pacifici (ingegner Triberti), Vincenzo Ferrera (Aldo Morini), Giulia Weber (Floriana Margotta), Stefano Fregni (padrone di casa di Fusi), Remo Remotti.
- Ascolti Italia: telespettatori 5 623 000 - share 22,12%[9]

## Partita letale
- Diretto da: Antonello Grimaldi
- Scritto da: Vinicio Canton

### Trama
Dopo gli ultimi sviluppi legati al caso Carrano, Roberto decide di prendersi una pausa per stare un po' con la sua famiglia. Lascia il distretto nelle mani di Alessandro Berti che con Anna e Irene affronta l'indagine relativa ad una partita di eroina tagliata male. Sono già due i tossicodipendenti in fin di vita. Nel corso dell'indagine la Valli perde distacco professionale e mette nel caso la sua storia personale visti i problemi di droga della sorella Valeria, madre di Stefano. Intanto Francesca e i bambini vanno via da Roberto.
- Altri interpreti: Antonio Stornaiolo (Gregorio Patriarca), Marco Rulli (Christian), Alessia Barela (Valeria Valli), Susy Laude (Letizia), Giorgia Cardaci (Elettra Boschi), Federico Scribani (Renato Aletti).
- Ascolti Italia: telespettatori 5 468 000 - share 24,89%[9]

## Fuoco sulla città
- Diretto da: Antonello Grimaldi
- Scritto da: Mauro Marsili

### Trama
Indagando su un incendio doloso, Alessandro e Irene incontrano un collega dell'esplosivistica, Carlo Barresi, che sospetta di un piromane, giovane ma già recidivo, Fabrizio Paselli il quale alla fine viene fermato. Mentre Luca è in ospedale perché suo padre sta morendo per un tumore, al X Tuscolano entra in servizio Cristian, il nipote di Parmesan. Roberto e Anna invece riescono ad arrestare Morini, il quale sotto pressione confessa che l’attentato gli era stato  commissionato da Patriarca. Nel nascondiglio del malvivente viene ritrovata solo una busta.
- Altri interpreti: Fabio Camilli (Carlo Barresi), Giorgio Caputo (Fabrizio Paselli), Vincenzo Ferrera (Aldo Morini), Marco Rulli (Christian), Giulia Weber (Floriana Margotta), Stefano Sabelli, Chiara Ricci (Cinzia), Carmen Onorati (madre di Fabrizio Paselli).
- Ascolti Italia: telespettatori 5 139 000 - share 21,72%[10]

## Indifesa
- Diretto da: Antonello Grimaldi
- Scritto da: Luisa Cotta Ramosino

### Trama
Durante una festa di laurea una giovane e bella professoressa universitaria viene drogata e stuprata. Ma al suo risveglio Viviana Corti non ricorda nulla e Luca e Anna dovranno scoprire chi ha approfittato di lei. Intanto Roberto scopre che nella busta trovata nell’appartamento di Patriarca ci sono dei documenti che riguardano un vivaio nel quale riesce a piazzare delle cimici. La squadra di Ardenzi fa irruzione nel vivaio quando si sente Carrano parlare di un carico di droga ma l’imprenditore riesce a dileguarsi.
- Altri interpreti: Alessia Barela (Valeria Valli), Filippo Valsecchi (Stefano), Sandra Franzo (Viviana Corti), Caterina Sylos Labini (Dolores), Gianni Bissaca (professor De Rienzi), Marco Rulli (Christian), Alessandro Tiberi (Piero Bordone), Irma Carolina Di Monte (Adele).
- Ascolti Italia: telespettatori 4 770 000 - share 24,31%[10]

## Effetti collaterali
- Diretto da: Antonello Grimaldi
- Scritto da: Massimiliano Griner

### Trama
Cesare Carrano è dichiarato latitante, insieme al suo complice Patriarca. La villa dell'imprenditore è messa sotto sequestro e Parmesan e suo nipote Christian hanno il compito di archiviare tutti gli oggetti. Intanto Anna e Luca indagano sul presunto incidente che avrebbe fatto precipitare un immigrato senegalese dal quinto piano, scoprendo un universo di emarginazione e degrado. Irene, Giuseppe e Vittoria invece si occupano del caso di un giudice del tribunale dei minori che in cambio di sentenze favorevoli spinge alcune giovani madri ad andare a letto con lui. Parmesan incuriosito da una fessura di un mobile vista su una foto scattata a casa Carrano, si reca alla villa scoprendo una stanza con il tesoro dell’imprenditore quando però viene colpito alle spalle da Patriarca. Quando sopraggiungono Ardenzi e Benvenuto, Patriarca punta l’arma alla testa di Parmesan e costringe Ardenzi a gettare la sua riuscendo così a scappare mentre il suo socio Andrea Caruso è fermato da Benvenuto con un sacco.
- Altri interpreti: Alessia Barela (Valeria Valli), Antonio Stornaiolo (Gregorio Patriarca), Marco Rulli (Christian), Giuseppe Gandini (avvocato Grimaldi), Francesco De Rienzo (Luciano Sironi), Giovanni Vettorazzo (giudice Petroni), Garvey Salerno (Icham), Hafedh Khalifa (fratello di Ichamm), Maria Rosaria Russo (Cristina), Irma Carolina Di Monte (Adele).
- Ascolti Italia: telespettatori 6 661 000 - share 26,01%[11]

## Corsa contro il tempo
- Diretto da: Antonello Grimaldi
- Scritto da: Alessio Billi

### Trama
Irene collabora alle indagini condotte da Anna e Luca sulla scomparsa della quattordicenne Daniela. Il caso farà riaffiorare il passato doloroso di Anna. La confessione del complice di Patriarca, arrestato, mette Roberto nella necessità di rintracciare Francesca. Patriarca si spaccia per l’assistente di un dottore così da riuscire ad entrare in casa di Germana, immobilizzarla e riuscire a capire il nascondiglio di Francesca e i bambini. Roberto e Alessandro liberano Germana la quale riferisce che Francesca sta festeggiando il compleanno di Mauretta a Viterbo con Tiberio. Carrano arriva per primo al parco e spara alla bambina proprio mentre sta sopraggiungendo Roberto. Mauretta si salva per miracolo grazie al gilet antiproiettile regalatole da Tiberio mentre Carrano e Patriarca riescono a fuggire ancora.
- Altri interpreti: Alessia Barela (Valeria Valli), Antonio Stornaiolo (Gregorio Patriarca), Marco Morellini (patrigno di Daniela), Elisabetta Cavallotti (madre di Daniela), Filippo Valsecchi (Stefano), Marco Rulli (Christian).
- Ascolti Italia: telespettatori 6 025 000 - share 29,78%[11]

## L'ultimo ruolo
- Diretto da: Antonello Grimaldi
- Scritto da: Paolo Marchesini e Luca Monesi

### Trama
Dopo l'attentato ai bambini Francesca accetta la scorta. Roberto scopre che Carrano è riuscito a rintracciare sua moglie tramite un'agenzia investigativa contattata da un insospettabile mediatore. Irene e Alessandro si occupano dell'assassinio di un attore, Fulvio Gasparri, alcolista ormai alla deriva, trovato ucciso nella propria barca. Sarà l'ex moglie ad aiutarli nella risoluzione del caso.
- Altri interpreti: Alessia Barela (Valeria Valli), Antonio Stornaiolo (Gregorio Patriarca), Orazio Stracuzzi (Raoul Floris), Massimiliano Amato (Fulvio Gasparri), Filippo Valsecchi (Stefano), Marco Rulli (Christian), Manuela Ungaro (ex moglie di Gasparri)
- Ascolti Italia: telespettatori 6 371 000 - share 25,80%[12]

## Pugni al vento
- Diretto da: Antonello Grimaldi
- Scritto da: Luca Monesi

### Trama
Roberto e Alessandro sorvegliano i movimenti dell'avvocato Grimaldi, il legale difensore di Carrano, ancora latitante con Patriarca. Gli altri agenti del X Tuscolano sono impegnati con l'aggressione quasi mortale al giovane fratello di un noto pugile. Le indagini portano alla luce la passione per le scommesse clandestine del ragazzo e fanno pensare ad un coinvolgimento di Nino, che la sera prima ha quasi perso un importante incontro. Intanto l'avvocato Grimaldi incontra Carrano, e nello scontro a fuoco con il X Tuscolano, Patriarca viene ucciso da Roberto, mentre Carrano riesce a scappare.
- Guest: Carlo Lucarelli (se stesso).
- Altri interpreti: Nino Benvenuti (Italo), Carmine Recano (Nino Passalacqua), Caterina Sylos Labini (Dolores), Antonio Stornaiolo (Gregorio Patriarca), Giuseppe Gandini (avvocato Grimaldi), Massimo Bardaro.
- Ascolti Italia: telespettatori 6 137 000 - share 31,69%[12]

## Un gesto disperato
- Diretto da: Antonello Grimaldi
- Scritto da: Luisa Cotta Ramosino e Andrea Valagussa

### Trama
Cesare Carrano inseguito dalla Polizia si nasconde in una baracca con delle bombole a gas che esplodono e Carrano rimane ucciso. In realtà il cadavere carbonizzato è di un barbone quindi il latitante è ancora vivo e sta preparando il suo attacco finale con un nuovo complice.
- Altri interpreti: Alessia Barela (Valeria Valli), Francesco Meoni (Girolamo Ralli), Blas Roca-Rey (prete), Marco Rulli (Christian), Filippo Valsecchi (Stefano), Alessandro Borghi (Martino Benzi), Irma Carolina Di Monte (Adele).
- Ascolti Italia: telespettatori 5 776 000 - share 22,62%[13]

## La resa dei conti
- Diretto da: Antonello Grimaldi
- Scritto da: Alessio Billi e Massimiliano Griner

### Trama
Cesare Carrano, sopravvissuto all'esplosione all'insaputa di tutti che lo credevano morto, uccide il suo avvocato e fa rapire Alessandro e Irene per vendicarsi di Ardenzi. A questo punto il commissario riceve un dvd in cui pretende dal commissario Ardenzi di riavere un oggetto a lui sequestrato, quando Roberto si reca al casale con esso, questa si rivela essere una trappola di Carrano che rinchiude Roberto con Irene e Alessandro, nel frattempo il suo complice Ralli tiene sotto tiro Luca e Anna ma quest'ultima sferra all'uomo un colpo di badile sulla nuca. Grazie all' intuito scientifico di Alessandro intanto i tre prigionieri riusciranno a fabbricare un esplosivo rudimentale ed alla fine verranno tratti in salvo dai colleghi del X. Successivamente il commissario riesce ad arrestare Carrano prima che lasci il paese a bordo di una nave, ferendolo ad una mano in un conflitto a fuoco ma quest'ultimo aveva già preparato una contromossa recapitando a casa Ardenzi una collana bomba in regalo alla moglie facendole credere che fosse mandata dal marito. Carrano dice a Roberto che la bomba esploderà alle 17 in punto o nel caso in cui Francesca tentasse di sfilarsi la collana. Roberto corre a casa dalla moglie in fretta e furia per cercare di disinnescare in tempo la bomba ma è indeciso su quale filo tagliare, proprio in quel momento quando egli è nelle difficoltà più estreme per via della sua indecisione, riesce a sentire la voce dell'amico Mauro (come se lo stesse aiutando da un'altra "dimensione"), che lo incita a tagliare il filo rosso, cosa che Roberto farà riuscendo così a disinnescare la bomba grazie all'aiuto "spirituale" dell'amico di sempre. Cesare Carrano viene portato al distretto e quando Roberto se lo ritrova di fronte per l'ultima volta prima che egli venga condotto in carcere gli riferisce di aver vinto un'altra volta a suo discapito avendo salvato la moglie e come ultima lezione gli assesta un pugno nel basso ventre e così ha vendicato il suo grande amico Mauro, prima di lasciare il X Tuscolano ed accettare la proposta del procuratore Forti alla Direzione investigativa antimafia. Nel finale si scopre che Mauro Belli potrebbe essere sopravvissuto e aver cominciato una vita sotto copertura dato che alcuni agenti della Dia, prima della delicata operazione in ospedale, hanno chiesto al medico di dichiararlo morto in ogni caso.
- Altri interpreti: Francesco Meoni (Girolamo Ralli), Marco Rulli (Christian), Filippo Valsecchi (Stefano), Giuseppe Gandini (avvocato Grimaldi).
- Ascolti Italia: telespettatori 5 615 000 - share 28,17%[13]